# Épersy
Épersy är en kommun i departementet Savoie i regionen Auvergne-Rhône-Alpes i sydöstra Frankrike. Kommunen ligger i kantonen Albens som tillhör arrondissementet Chambéry. År 2018 hade Épersy 399 invånare.

## Befolkningsutveckling
Antalet invånare i kommunen Épersy
| Referens: INSEE |